# Wanborough (Wiltshire)
Wanborough – wieś w Anglii, w hrabstwie ceremonialnym Wiltshire, w dystrykcie (unitary authority) Swindon. Leży 53 km na północ od miasta Salisbury i 109 km na zachód od Londynu. W 2001 miejscowość liczyła 1762 mieszkańców.